# گارد سرخ (فنلاند)
گارد سرخ (فنلاندی: Punakaarti، IPA: [ˈpunɑˌkɑ:rti]، سوئدی: Röda gardet) واحدهای شبه نظامی جنبش کارگری فنلاند در اوایل دهه ۱۹۰۰ بودند.
اولین گارد سرخ در انقلاب ۱۹۰۵ روسیه تأسیس اما یک سال بعد منحل شد. پس از انقلاب فوریه ۱۹۱۷ امپراتوری روسیه، گاردهای سرخ مجدداً تأسیس شدند و در جنگ داخلی فنلاند در سال ۱۹۱۸ ارتش جمهوری سوسیالیستی کارگری فنلاند را تشکیل دادند. مجموع نیروهای گارد سرخ در آغاز جنگ داخلی حدود ۳۰۰۰۰ نفر بود که در طول درگیری بین ۹۰۰۰۰ تا ۱۲۰۰۰۰ افزایش یافت. این تعداد شامل بیش از ۲۰۰۰ عضو گارد زنان بود. در ماه مه ۱۹۱۸ بالغ بر ۸۰۰۰۰ نفر از اعضای گارد سرخ توسط گارد سفید اسیر شدند که ۱۲۰۰۰ تا ۱۴۰۰۰ نفر از آنها در اردوگاه‌های زندان به دلیل اعدام، بیماری و سوء تغذیه جان باختند. اکثریت اعضای گارد سرخ سرانجام در اواخر سال ۱۹۱۸ مورد عفو قرار گرفتند.
همچنین تقریباً ۱۰۰۰۰ تا ۱۳۰۰۰ نفر از اعضای گارد سرخ موفق به فرار به شوروی شدند. برخی از آنها تا سال ۱۹۲۰ در جنگ داخلی روسیه علیه فنلاندی‌ها که به کارلیای شرقی حمله کردند، جنگیدند.

## پیشینه
گارد سرخ طی یک اعتصاب عمومی در نوامبر ۱۹۰۵ به وجود آمد. این اعتصاب در واکنش به روسی سازی فنلاند آغاز شد و تلاش مشترک بین جنبش کارگری حزب سوسیال دموکرات فنلاند و راست سیاسی بود. این اعتصاب تنها یک هفته به طول انجامید، اما در روزهای پایانی دیدگاه‌های متفاوت شکاف عمیقی بین دو حزب ایجاد کرد. گارد ملی که با شروع مشارکت پلیس برای اجرای قانون تأسیس شد، به همین ترتیب به گاردهای سرخ طبقه کارگر و گارد سفید (فنلاند) همسو با بورژوازی تقسیم شد. برخی حوادث جزئی به خصوص در پایتخت هلسینکی به دنبال داشت، اما از درگیری‌های خشونت‌آمیز جلوگیری شد. اگرچه اعتصاب عمومی پایان یافته بود، اما هر دو طرف همچنان فعال بودند. در سال ۱۹۰۶ تعداد اعضای گارد سرخ ۲۵۰۰۰ نفر تخمین زده شد.

## تأسیس مجدد
گارد سرخ در طول انقلاب روسیه در نتیجه اختلافات بر سر اجرای قانون و آشفتگی عمومی در دوک نشین بزرگ فنلاند دوباره تأسیس شد. پس از انقلاب فوریه، نیروی پلیس تحت کنترل روسیه جایگاه خود را در فنلاند از دست داد. نقش اجرای قانون ابتدا به ارتش روسیه منتقل شد که آن را به سازمان‌های کارگری محلی واگذار کرد. واحدهای غیرمسلح مستقر، موقتی بودند و هیچ هدف انقلابی دیگری نداشتند.
سرانجام، یک سازمان شبه نظامی جدید در اواخر ماه مارس در هفده شهر بزرگ فنلاند سازماندهی شد. راست سیاسی ترتیب جدید را نپذیرفت و سنا کمیته‌ای را برای حل اختلاف تشکیل داد.
در ۱۸ ژوئیه، «قانون قدرت» در مجلس فنلاند با اکثریت سوسیال دموکرات تصویب شد. قرار بود قدرت وضع قوانین از سن پترزبورگ به هلسینکی و از سنا به پارلمان منتقل شود. این قانون در نتیجه موقعیتی که حزب در انتخابات ۱۹۱۶ به دست آورد، یک دولت کاملاً سوسیال دموکرات را حاکم می‌ساخت. دولت موقت روسیه از تصویب این قانون سرباز زد و با همکاری احزاب بورژوازی فنلاند، پارلمان را منحل کرد.
در انتخابات اکتبر ۱۹۱۷، حزب سوسیال دموکرات اکثریت خود را از دست داد، اگرچه با ۹۲ کرسی بزرگ‌ترین حزب باقی ماند. سنا شبه نظامیان خلق را منحل و یک نیروی پلیس ایجاد کرد که فعالان چپ و کارگری اجازه نداشتند به آن بپیوندند.